# João de Andrea
João de Andrea (Lisboa, 1713 - 17 de Março de 1742) foi um religioso e académico português.

## Biografia
Filho de Giovanni Filippo de Andrea ou João Filipe de Andrea (Génova, San Pietro in Banchi, 24 de Agosto de 1672, bap. 29 - ?), Italiano descendente duma das principais famílias de Génova, que passou a Portugal nos últimos anos do século XVII ou princípios do século XVIII, e estabeleceu em Lisboa uma das principais casas de negócios desta corte, segundo consta do Processo de Habilitação de seu sobrinho-neto materno José Joaquim Soares de Andrea para Cavaleiro Professo da Ordem de Cristo, e de sua mulher (Lisboa, São Paulo, 1705) Maria Dias (? - a. 1737) e irmão mais novo de Henrique de Andrea.
Passou à Itália, ainda adolescente, e formou-se em Direito Civil e Direito Canónico da Universidade de Roma "La Sapienza", em Português Universidade da Sapiência, em Roma, nos Estados Pontifícios, sendo Doutor em ambas as Faculdades e foi Membro da Academia dos Árcades e da Academia dos Infecundos de Roma, etc.
O Papa Clemente XII teve notícia dos seus talentos e convidou-o a recitar no Vaticano uma Oração Latina. Este trabalho foi impresso em Roma, em 1734.
Frei João de Andrea foi nomeado Arcediago da Fonte Arcada, regressou a Portugal, onde morreu prematuramente, a 17 de Março de 1742, tendo apenas 29 anos de idade. Está sepultado na Igreja do Loreto.
Na idade da adolescência passou a Italia, e aplicado às letras humanas, e Filosofia dedicou umas conclusões desta Faculdade ao Sereníssimo Infante D. Manuel. Como era tão perito na Poesia como a Oratoria foi admetido á Academia dos Arcades com o nome de Cinorta, e dos Infecundos, e em huma e outra erudita sociedade recitou varias obras. Estudou Jurisprudencia Canonica e Civil e em ambas estas Faculdades recebeo o grao de Doutor. / Por ordem do Mestre do Sacro Palacio, recitou na Bazilica Vaticana, e a dedicou à santidade de Clemente XII / De Apostolica S. Petri Cathedra Oratio habita in Vaticana Bazilica ad Clementem XII Pontif. Max. Roma ex Typs. Vaticana 1734 - 4.º / Restituido á sua patria foi promovido ao Arcediagado da Fonte Arcada, que possuiu dous anos, e meyo, falecendo intempestivamente a 17 de Março de 1742. / Jaz sepultado na Igreja de Nossa Senhora do Loreto da Nação Italiana. (Diogo Barbosa Machado, Biblioteca Luzitana, Vol. II, p. 588).